# Lafresguimont-Saint-Martin
Lafresguimont-Saint-Martin is een gemeente in het Franse departement Somme (regio Hauts-de-France) en telt 445 inwoners (1999). De plaats maakt deel uit van het arrondissement Amiens.

## Geografie
De oppervlakte van Lafresguimont-Saint-Martin bedraagt 26,1 km², de bevolkingsdichtheid is 17,0 inwoners per km².
De onderstaande kaart toont de ligging van Lafresguimont-Saint-Martin met de belangrijkste infrastructuur en aangrenzende gemeenten.

## Demografie
Onderstaande figuur toont het verloop van het inwonertal (bron: INSEE-tellingen).

1. ↑  Populations de référence 2022.